# Эльгера, Тьяго
Тья́го Эмануэ́ль Эльге́ра Мере́льо (исп. Thiago Emanuel Helguera Merello; 26 марта 2006) — уругвайский футболист, полузащитник клуба «Брага».

## Клубная карьера
Воспитанник футбольной академии клуба «Насьональ». В основном составе клуба из Монтевидео дебютировал 30 апреля 2023 года в матче Примеры Уругвая против клуба «Ла-Лус».

## Карьера в сборной
Выступал за сборные Уругвая до 15 и до 17 лет.
В 2023 году в составе сборной Уругвая до 17 лет сыграл на чемпионате Южной Америки среди игроков до 17 лет в Эквадоре. На турнире сыграл в четырёх матчах группового этапа.